# Harry Bradshaw (Fußballspieler, 1873)
Thomas Henry „Harry“ Bradshaw (* 24. August 1873 in Liverpool; † 25. Dezember 1899 in Tottenham) war ein englischer Fußballspieler. Der Linksaußen, der gleichsam in der Angriffsmitte eingesetzt werden konnte, war ab 1893 Teil der Mannschaft des ein Jahr zuvor gegründeten FC Liverpool und gewann mit diesem sowohl in der Saison 1893/94 als auch in der Spielzeit 1895/96 die Zweitligameisterschaft. Er war zudem der erste englische Nationalspieler der „Reds“.

## Sportlicher Werdegang
Bradshaw begann die Fußballerlaufbahn im Jahr 1889 in seiner Geburtsstadt bei den Liverpool Nomads, bevor er in der Saison 1891/92 in der Reservemannschaft des FC Everton spielte. Erstmals auf sich aufmerksam machte er dann in der Spielzeit 1892/93, als er für den Zweitligisten Northwich Victoria acht Tore in 22 Partien schoss. Dabei war der spätere Linksaußen noch primär als Mittelstürmer eingesetzt worden. Im Oktober 1893 wechselte er zum FC Liverpool, der in der Saison 1893/94 erstmals in der zweiten Liga am Profligawettbewerb der Football League teilnahm. Gut eine Woche nach seinem Debüt gegen Woolwich Arsenal (5:0) schoss er am 4. November 1893 gegen Newcastle United (5:1) sein erstes Tor für den neuen Klub, der die Spielzeit letztlich ungeschlagen mit 22 Siegen aus 28 Partien abschloss und damit in die höchste englische Spielklasse aufstieg – Bradshaw hatte in nur 14 Partien mit sieben Toren nicht unwesentlich zum Erfolg beigetragen.
Während sich der FC Liverpool in der First Division schwer tat und als Tabellenletzter in der Saison 1894/95 erneut in die Zweitklassigkeit abrutschte, war Bradshaw einer der wenigen Lichtblicke. Er verpasste als einziger Liverpool-Akteur nicht ein einziges Ligaspiel und seine Trefferausbeute war mit 17 Toren ebenfalls beachtlich. Die Berg-und-Tal-Fahrt setzte sich für Liverpool im Jahr darauf fort und Bradshaw trug mit elf Ligatoren in der Zweitligasaison 1895/96 ein weiteres Mal dazu bei, dass Liverpool in die englische Eliteklasse aufstieg. Damit hatte er zwar deutlich weniger Tore als zuvor erzielt, was aber daran lag, dass er nun erheblich seltener in der Angriffsmitte agierte, um wahlweise auf beiden Flügelpositionen eingesetzt zu werden. Kritikpunkt war gelegentlich, dass er mit dem Ball „trödelte“, aber er galt dennoch als einer der besten englischen Offensivspieler seiner Zeit. Dies fand auch drin Ausdruck, dass er am 20. Februar 1897 gegen Irland (6:0) sein erstes (und letztlich einziges) Länderspiel für England bestritt. Er war damit gleichzeitig der erste englische Nationalspieler des FC Liverpool.
Bradshaw verließ Liverpool im Mai 1898 und schloss sich kurz darauf Tottenham Hotspur in London an. Tottenham spielte damals hauptsächlich in der Southern League und in der intensiven Spielzeit 1898/99 schoss der Neuzugang in 52 Partien 13 Tore. Ein großer Erfolg war zudem der Sieg im FA Cup gegen den Erstligisten AFC Sunderland, der einer der dominierenden Klubs im englischen Fußball der 1890er-Jahre war. Im Mai 1899 wechselte Bradshaw vom Londoner Norden in den Osten zu Thames Ironworks, der später nach der Vereinsauflösung zu West Ham United wurde. Bradshaw wurde dort sofort zum Mannschaftskapitän ernannt. Thames Ironworks spielte damals ebenfalls in der Southern League und Bradshaws kurze Zeit dort hatte mit einer 1:2-Niederlage am 9. Dezember 1899 gegen den FC Millwall im englischen Pokal ihren Schlusspunkt – dabei hatte er den einzigen Treffer seiner Mannschaft erzielt. Nach einem Tritt gegen sein Bein wurde Bradshaw eine Erholungspause von drei Wochen auferlegt. Am Weihnachtstag 1899 musste er sich dann in seiner Tottenhamer Wohnung mehrfach übergeben und klagte über heftige Schmerzen in Kopf und Brust. Bevor er sich ärztlich untersuchen lassen konnte, war Bradshaw dann bereits verstorben. Die Todesursache wurde zunächst mit Schwindsucht angegeben, aber die spätere Obduktion ergab, dass eine Ader in seinem Kopf geplatzt war. Bradshaws Witwe gab dazu an, dass ihr Mann bereits seit einem Tritt gegen seinen Kopf vier Jahre zuvor – und einer ähnlichen Aktion auf dieselbe Stelle eine Woche später – stets heftige Schmerzen gehabt und unter Ohrenausfluss gelitten hatte. Letztere Probleme hatten dazu geführt, dass er seine Ohren oft mit den Händen bedeckte, um die Probleme bei Kopfbällen abzumildern. Am 2. April 1900 bestritten Tottenham Hotspur und Thames Ironworks ein Benefizspiel, deren Einnahmen der Bradshaw-Familie zugutekamen.